# Onze-Lieve-Vrouw-Onbevlekt-Ontvangenkerk (Maria-ter-Heide)

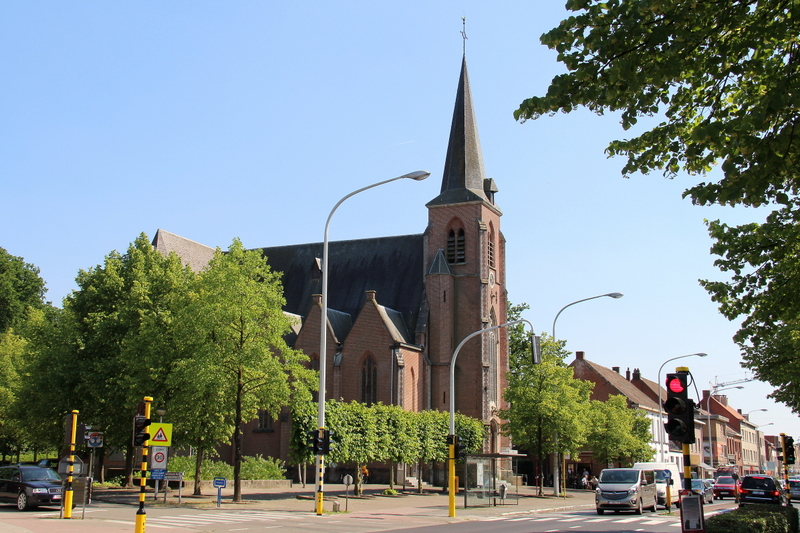
Onze-Lieve-Vrouw-Onbevlekt-Ontvangenkerk

De Onze-Lieve-Vrouw-Onbevlekt-Ontvangenkerk is de parochiekerk van de tot de Antwerpse gemeente Brasschaat behorende plaats Maria-ter-Heide, gelegen aan Bredabaan 1049.

## Geschiedenis
Het eerste gebedshuis in Maria-ter-Heide was de kapel van het Kasteel Bellenhof, gebouwd omstreeks 1770. Na 1785 werd deze kapel niet meer gebruikt en werd een eigen kapel gebouwd. In 1852 werd Maria-ter-Heide verheven tot parochie en werd een eigen kerk gebouwd naar ontwerp van Ferdinand Berckmans.
In 1870 werd de kerk vergroot met een transept en een groter koor, ook het schip werd verlengd, dit alles naar ontwerp van Eugeen Gife. In 1937 werden de zijbeuken aangebouwd naar ontwerp van Leo De Graef.
De kerk liep tijdens de Tweede Wereldoorlog schade op, en in 1949-1950 werd deze hersteld.

## Gebouw
Het betreft een neogotische bakstenen driebeukige kruiskerk met voorgebouwde westtoren.

## Interieur
Het interieur wordt overkluisd door kruisribgewelven.
De kerk bezit een drieluik van 1513, voorstellende de legende van Sint-Anna, vervaardigd door Meester Johannes in opdracht van de Abdij van Tongerlo. De preekstoel heeft 15e-eeuwse paneeltjes. Een schilderij voorstellende Maria Tenhemelopneming door Theodoor Boeyermans (3e kwart 17e eeuw). Er zijn twee 17e eeuwse zijluiken van een drieluik, voorstellende Sint-Bernardus van Clairvaux en Sint-Benedictus van Nurcia. Ook een schilderij van Sint-Cecilia (17e eeuw) is aanwezig. Er is een gepolychromeerd stenen beeld van Sint-Anna-ten-Drieën (17e of 18e eeuw).